# Bard (Francja)
Bard – miejscowość i gmina we Francji, w regionie Owernia-Rodan-Alpy, w departamencie Loara.
Według danych na rok 1990 gminę zamieszkiwało 518 osób, a gęstość zaludnienia wynosiła 38 osób/km² (wśród 2880 gmin regionu Rodan-Alpy Bard plasuje się na 1130. miejscu pod względem liczby ludności, natomiast pod względem powierzchni na miejscu 868.).